# 양산초등학교 (경기)
양산초등학교는 대한민국 경기도 오산시에 있는 공립 초등학교이다.

## 학교 연혁
- 2008년 9월 25일 경기도교육청 사업 고시
- 2009년 4월 29일 양산초등학교 설립 인가(24학급)
- 2010년 3월 1일 개교(초등 13학급, 병설유치원 3학급 편성)
- 2010년 3월 1일 초대 임동석 교장 취임
- 2011년 2월 11일 제1회 졸업식(67명 졸업)
- 2011년 3춸 1일 초등 24학급, 유치원 3학급 편성
- 2012년 2월 16일 제2회 졸업식(93명)
- 2012년 3월 1일 제2대 전명희 교장 취임
- 2012년 3월 1일 초등 26학급, 특수반 1학급, 유치원 3학급 편성
- 2013년 2월 15일 제3회 졸업식(97명)
- 2013년 3월 1일 초등 28학급, 특수반 1학급, 유치원 3학급 편성
- 2014년 2월 27일 제4회 졸업식(111명)
- 2014년 3월 1일 초등 29학급, 특수반 1학급, 유치원 3학급 편성
- 2014년 9월 1일 제3대 최양석 교장 취임